# 佘太君

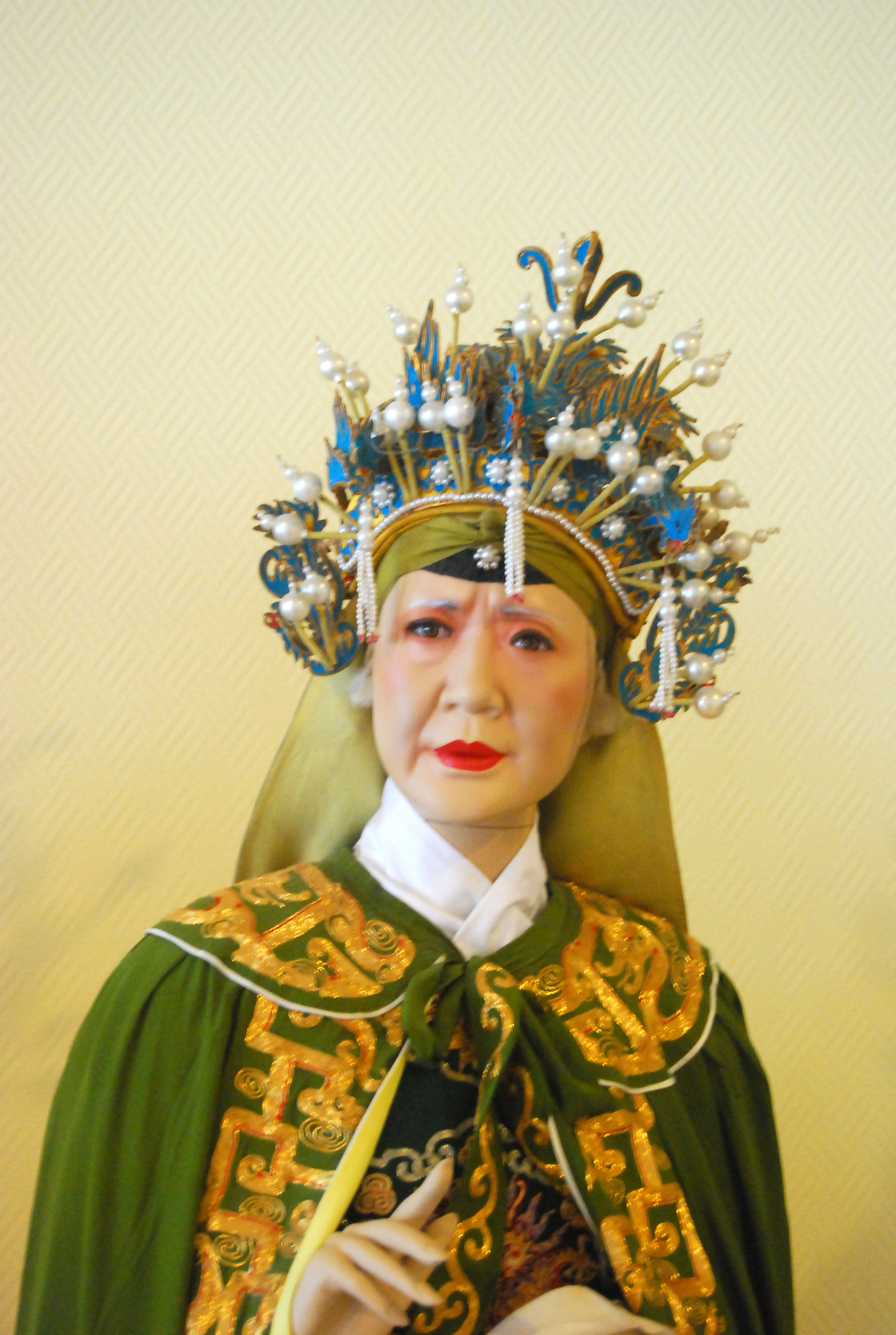
京剧中的演出佘太君造型

佘賽花，亦称佘太君、楊令婆，元雜劇人物，是虚构的人物。

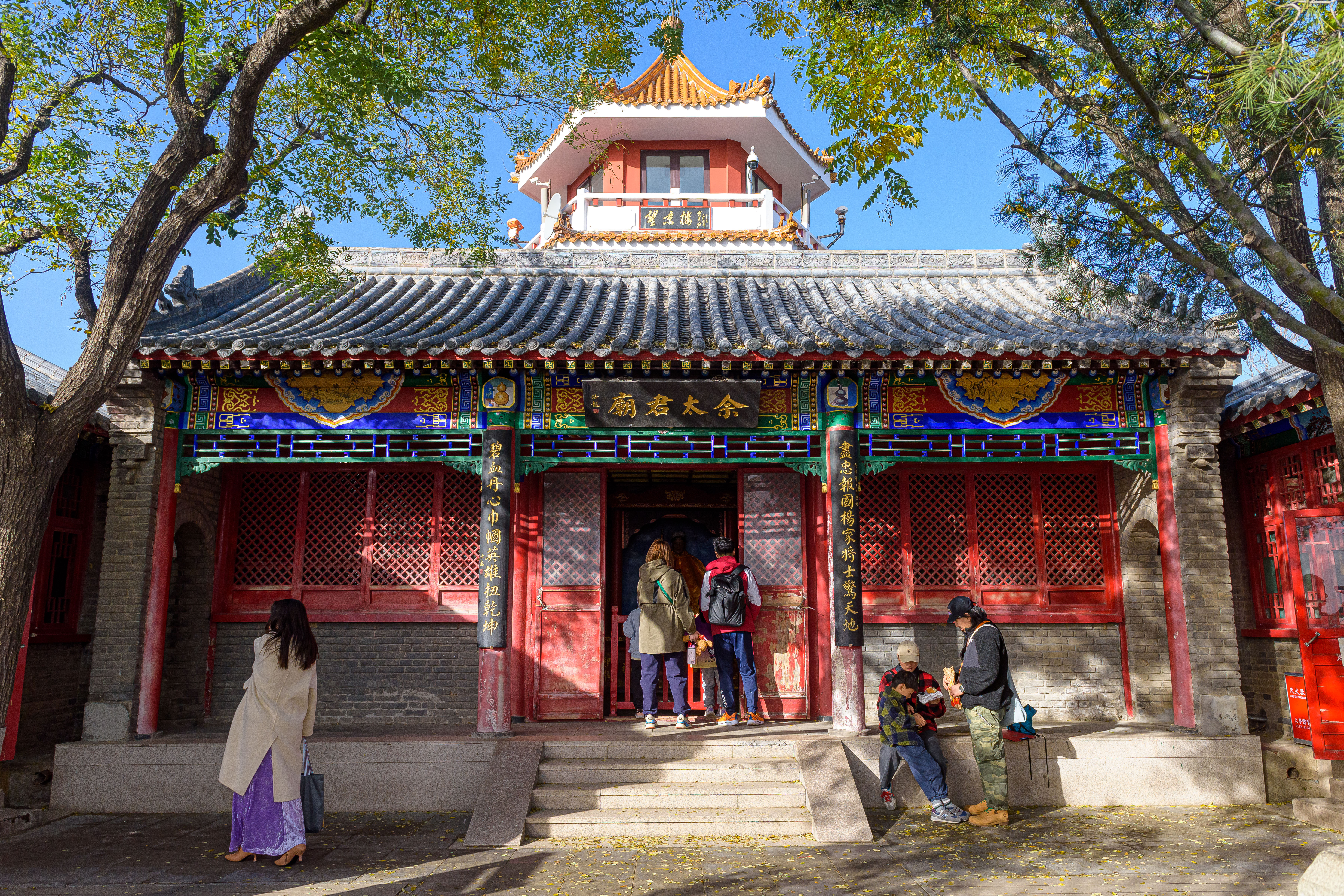
位于北京市海淀区西北旺地区百望山的佘太君庙

佘太君形象最早出现在元杂剧《谢金吾诈拆清风府》中。在傳統戲曲中佘太君是楊業之妻、楊六郎之母。清朝學者多認為折太君即佘太君的原型，為楊業之妻，是永安军节度使折德扆之女。一說因折、佘於北京話中音近，小說、戲曲中誤作佘太君，但在宋元时期就有杨家将故事的话本，非使用北京話，此說不見得正確；二說折姓在宋朝因避禍改姓佘姓；三說是因為了子孫不再夭折，祈願福祿有餘而改成佘（古有餘寫佘），至今佘賽花墓所在地山西保德县折窝村和陕西白鹿县佘家坡头村的佘姓后裔对此都說法都津津乐道。
事實上，宋代文獻並無隻言片語談及楊業之妻。明代小說《北宋志傳》中，僅提及楊業之妻為「呂氏」。明代小说《杨家府通俗演义》与《北宋志传》称杨业之妻为“令婆”，并未提及其真實姓名和出身。直到杨家将戏曲兴盛之后才出现在清朝方志中。《宋会要辑稿》记述有折太君，不过她是丰州刺史王承美的夫人，《宋史》則有《王承美传》。史載王承美守边有功，而折夫人有謀略，助王承美多次击败来敌，與戲曲小說中的佘太君故事很有相似之處。
傳統戲曲記載佘賽花是北宋河北義安人。她少年時與楊業比武招親，精通韜略，其八子及一孫，多數殉國。在西夏侵擾時，她以百歲高齡，身掛帥印，率領楊家十二寡婦征西，集中地體現了楊家將的愛國精神。她以一老婦人而享有高度的威望，是古典作品中少見的人物，在民間廣為流傳。

## 影視作品
| 影視作品                                         | 飾演的演員   |
| 《楊門女將(1981)》                               | 湘漪飾演     |
| 《楊家將》                                       | 湘漪飾演     |
| 《鐵血楊家將》 (台視)                            | 張冰玉飾演   |
| 《一門英烈穆桂英》                               | 李麗鳳飾演   |
| 《碧血青天楊家將》及《碧血青天珍珠旗》           | 李香琴飾演   |
| 《寇老西兒》                                     | 祝希娟飾演   |
| 《穆桂英之大破天门阵》及《穆桂英之十二寡妇征西》 | 曹翠芬飾演   |
| 《楊門女將之女兒當自強》                         | 鄭佩佩飾演   |
| 《楊門虎將》                                     | 趙雅芝飾演   |
| 《少年楊家將》                                   | 陳秀雯飾演   |
| 《杨门女将之军令如山》                           | 鄭佩佩飾演   |
| 《忠烈楊家將》                                   | 徐帆飾演     |
| 《穆桂英掛帥》                                   | 斯琴高娃飾演 |
| 楊麗花版電視歌仔戲《楊家將》                     | 小鳳仙飾演   |
| 葉青版電視歌仔戲《楊家將》                       | 黃珈淩飾演   |